# Лу, Эрленд
Эрленд Лу (норв. Erlend Loe, род. 24 мая 1969, Тронхейм) — норвежский писатель и сценарист. Пишет детскую и взрослую литературу. Стал популярным благодаря лёгкому юмористическому стилю, но со временем в произведениях юмор сменился социальной сатирой.

## Биография
В бытность студентом работал в психиатрической клинике, внештатным журналистом, учителем в школе. После прохождения альтернативной гражданской службы в театре Э. Лу изучал литературу, киноведение и этнологию в Осло. Помимо этого, позже он посещал Датскую киношколу (дат. Danmarks Film Akademi) в Копенгагене и Академию искусств в Тронхейме (норв. Kunstakademiet i Trondheim).
Живёт и работает в Осло.
Дебютным романом Эрленда Лу, принесшим ему известность, был «Tatt av Kvinnen» (1993), в котором Лу описал отношения между молодым норвежцем и его девушкой. Годом позже была опубликована книга для детей «Fisken» (истории про водителя автопогрузчика Курта).
Авторский стиль Лу узнаваем и часто характеризуется как нарочито наивный. Главные герои его романов обычно хотят многого от повседневности. Эрленд Лу часто использует иронию, гротескные преувеличения и юмор. Знаменитая книга Эрленда Лу «Naiv. Super» переведена уже более чем на 20 языков (русский, украинский, литовский, латышский, финский, эстонский, датский, шведский, исландский, голландский, чешский, немецкий, греческий, венгерский, персидский, польский, словацкий, английский, итальянский, французский, португальский, сербский, македонский, хорватский, грузинский, китайский, турецкий).

## Список работ
Русские названия указаны только для работ, переведённых на русский язык.

### Романы
- «Tatt av kvinnen» («Во власти женщины») (1993)
- «Naiv. Super» («Наивно. Супер») (1996)
- «L» («У») (1999)
- «Fakta om Finland» («Лучшая страна в мире») (2001)
- «Doppler» («Допплер») (2004)
- «Volvo lastvagnar» («Грузовики „Вольво“») (2005)
- «Organisten» («Органист») (2006)
- «Muleum» («Мулей») (2007)
- «Stille dager i Mixing Part» («Тихие дни в Перемешках») (2009)
- «Fvonk» («Фвонк») (2011)
- «Vareopptelling» («Переучёт») (2013)
- "Slutten på verden slik vi kjenner den" (2015)
- "Dyrene I Afrika" (2018)
- "Helvete" (2019)
- "Forhandle med virkeligheten: Ett år på ett hjul" (2020)

### Прочие работы
- «Fisken» («Курт и рыба»[4]) (1994) — детская книга;
- «Maria & José» (1994) — книга картинок;
- «Kurt blir grusom» («Курт звереет»[4]) (1995) — детская книга;
- «Den store røde hunden» (1996) — детская книжка с картинками;
- «Kurt quo vadis?» («Курт, куда идёшь?»[4]) (1998) — детская книга;
- «Detektor» (2000) — киносценарий;
- «Jotunheimen, bill.mrk. 2469» (2001) — текст под фотографиями Борда Лёкена[англ.];
- «Kurt koker hodet» («Курт парит мозги» [4]) (2003) — пьеса, также переработанная в детскую книгу;
- «Pingvinhjelpen» (2006) — пьеса;

## Фильмография
- 2000 — Детектор[5] — сценарист
- 2007 — Во власти женщины
- 2009 — Север[6] — сценарист

## Награды
- Премия Министерства культуры Норвегии «За детскую и юношескую литературу» в 1996 году в категории «Книжки-картинки» за «Den store røde hunden»[7]
- Премия издательского дома J.W. Cappelens Forlag[англ.] в 1997 году[8]
- Премия Ассоциации норвежских критиков в 1998 году в категории «Лучшая книга для детей и юношества» за «Курт, куда идёшь?»[7]
- Премия Ассоциации книготорговцев Норвегии[англ.] в 1999 году за роман У[7]
- Премия Тронхейма в области культуры[норв.] в 2001 году[9]
- Премия Сёр-Трёнделаг в области культуры[норв.] в 2005 году[10]
- Европейская премия молодых читателей в 2006 году за роман Наивно. Супер[7]
- Премия Там-Там[фр.] в 2006 году за книгу Курт и рыба[11]
- Премия Kristendummen норвежского общества язычников[англ.] в 2008 году за книгу «Kurtby»[12]
- Голландская «Большая премия молодёжной литературы»[нидерл.] в 2010 году за роман Мулей[7]